# Liste portugiesisch-são-toméischer Städte- und Gemeindepartnerschaften
Diese Liste portugiesisch-são-toméischer Städte- und Gemeindepartnerschaften führt die Städte- und Gemeindefreundschaften zwischen den Ländern Portugal und São Tomé und Príncipe auf.
Trotz der kleinen Landesgröße São Tomé und Príncipes bestehen hier bereits 31 Gemeindepartnerschaften mit portugiesischen Kommunen oder werden angebahnt (Stand 2015). Sie sind ein Zeichen der engen portugiesisch-são-toméischen Beziehungen seit der partnerschaftlichen Neuausrichtung der portugiesischen Außenpolitik nach der tiefgreifenden Nelkenrevolution 1974 und dem folgenden Ende der kolonialen Estado Novo-Diktatur in Portugal. Die Inseln São Tomé und Príncipe waren seit ihrer Entdeckung und Besiedlung im 15. Jahrhundert eine portugiesische Kolonie.
Die Partnerschaften bestehen auf verschiedenen Ebenen, so zwischen Kreisen (Concelhos), Gemeinden (Freguesias), einzelnen Orten oder auch Regionen. Die erste portugiesisch-são-toméische Städtefreundschaft gingen 1983 die beiden Hauptstädte São Tomé und Lissabon ein.

## Liste der Städtepartnerschaften und -freundschaften
| Portugiesischer Ort      | São-toméischer Ort        | Seit | Anmerkung            |
| ------------------------ | ------------------------- | ---- | -------------------- |
| Aveiro                   | Santo António do Príncipe | 1998 |                      |
| Benavente                | Autonome Region Príncipe  | 2001 |                      |
| Borba                    | Mé-Zóchi                  | 1991 |                      |
| Boticas                  | Caué                      | 2009 | Kooperationsabkommen |
| Bragança                 | Água Grande               | 2008 |                      |
| Cascais                  | Santana                   | 1986 |                      |
| Covilhã                  | Príncipe                  | 2015 |                      |
| Crato                    | Lembá                     | 2000 |                      |
| Faro                     | Príncipe                  | 2008 |                      |
| Guimarães                | Mé-Zóchi                  | 1989 |                      |
| Lissabon                 | São Tomé                  | 1983 |                      |
| Lissabon                 | Água Grande               | 1993 |                      |
| Maia                     | Água Grande               | 2008 | Kooperationsabkommen |
| Marco de Canaveses       | Autonome Region Príncipe  | 1998 |                      |
| Matosinhos               | São João dos Angolares    | 1989 |                      |
| Montijo                  | Água Grande               | 2013 |                      |
| Odivelas                 | Autonome Region Príncipe  | 2012 |                      |
| Oeiras                   | Príncipe                  | 1997 |                      |
| Ponta Delgada            | Caué                      | 2000 |                      |
| Porto                    | Neves                     | 1987 |                      |
| Santa Marta de Penaguião | Lembá                     | 2000 |                      |
| Santo Tirso              | Santana                   | 1997 |                      |
| Seixal                   | Guadalupe                 | 1994 |                      |
| Serpa                    | Caué                      | 2002 |                      |
| Sintra                   | Trindade                  | 1997 |                      |
| Sousel                   | Guadalupe                 | 1993 |                      |
| Vagos                    | Trindade                  | 1993 |                      |
| Valongo                  | Trindade                  | 1997 |                      |
| Vila Nova de Famalicão   | Lobata                    | 2012 |                      |
| Vila Nova de Poiares     | Caué                      | 1998 |                      |
| Viseu                    | Cantagalo                 | 2009 |                      |